# Chilothorax bistriga
Chilothorax bistriga är en skalbaggsart som beskrevs av Edmund Reitter 1900. Chilothorax bistriga ingår i släktet Chilothorax och familjen Aphodiidae. Inga underarter finns listade i Catalogue of Life.